# Basketball Champions League 2018-2019
La Basketball Champions League 2018-2019 è stata la 3ª edizione della principale competizione europea per club di pallacanestro organizzata da FIBA Europe.
Si è svolta dal 20 settembre 2018 al 5 maggio 2019 ed è stata vinta dalla Virtus Bologna.

## Formato
Hanno partecipato alla stagione regolare 32 squadre, 26 qualificate direttamente e altre sei provenienti dai turni preliminari disputati da 30 compagini. La partecipazione alla Champions League avviene tramite il piazzamento nei campionati nazionali della precedente stagione secondo il ranking stabilito dalla FIBA, in caso che una squadra che ne abbia diritto rinunci, il suo posto può essere occupato sia da una squadra della stessa nazione che da quella di un altro paese.
Ogni squadra deve schierare un minimo di cinque giocatori di formazione nazionale nel caso porti a referto più di dieci giocatori, in caso contrario almeno quattro.

## Partecipanti
Alla Basketball Champions League 2018-2019 partecipano un totale di 56 team provenienti da 28 nazioni diverse. L'11 luglio il Kalev/Cramo viene sostituito dal Sigal Prishtina. Il 12 luglio l'Eskişehir annuncia il suo ritiro dalla competizione, lasciando un posto vacante nel gruppo C che viene poi occupato dal Lietkabelis.
In parentesi viene mostrata la posizione ottenuta da ciascuna squadra dopo eventuali play-off della stagione precedente (C: detentrice della Basketball Champions League 2017-2018; FEC: detentrice della FIBA Europe Cup 2017-2018).
| Stagione regolare             | Stagione regolare      | Stagione regolare      | Stagione regolare     |
| ----------------------------- | ---------------------- | ---------------------- | --------------------- |
| Le Mans (1°)                  | Promitheas (4°)        | Canarias Tenerife (8°) | Beşiktaş (5°)         |
| Strasburgo(3°)                | AEK AteneC (5°)        | Fuenlabrada (9°)       | Ostenda (1°)          |
| Digione (5°)                  | Reyer VeneziaFEC (3°)  | Hapoel Holon (2°)      | Ventspils (1°)        |
| R. Ludwigsburg (3°)           | Scandone Avellino (5°) | H. Gerusalemme (3°)    | Włocławek (1°)        |
| Bamberger (4°)                | Virtus Bologna (9°)    | Neptūnas Klaipėda (3°) | Olimpija Lubiana (1°) |
| Telekom Bonn (5°)             | ČEZ Nymburk (1°)       | Lietkabelis (4°)       |                       |
| PAOK Salonicco (3°)           | Opava (2°)             | Bandırma Banvit (4°)   |                       |
| Terzo turno di qualificazione |                        |                        |                       |
| Pardubice (3°)                | Nanterre 92 (7°)       | Sakarya (8°)           |                       |
| Murcia (10°)                  | Bayreuth (6°)          |                        |                       |
| Primo turno di qualificazione |                        |                        |                       |
| Anversa Giants (2°)           | AEK Larnaca (1°)       | Aris Salonicco (9°)    | Donar Groningen (1°)  |
| Spirou Charleroi (3°)         | Bakken Bears (1°)      | Szolnoki Olaj (1°)     | Pierniki Toruń (3°)   |
| Avtodor Saratov (6°)          | Estudiantes (11°)      | Hapoel Tel Aviv (4°)   | Porto (2°)            |
| Nižnij Novgorod (7°)          | Kauhajoen Karhu (1°)   | Pall. Cantù (7°)       | CSM Oradea (1°)       |
| Cmoki Minsk (1°)              | Leicester Riders (1°)  | Pristina (2°)          | Norrk. Dolphins (1°)  |
| Levski Sofia (1°)             | Dinamo Tbilisi (1°)    | Šiauliai (5°)          | Fribourg Olympic (1°) |

## Date
| Fase                    | turno                           | sorteggio        | andata               | ritorno              |
| ----------------------- | ------------------------------- | ---------------- | -------------------- | -------------------- |
| Turni di qualificazione | primo turno di qualificazione   | 11 luglio 2018   | 20-21 settembre 2018 | 22-24 settembre 2018 |
| Turni di qualificazione | secondo turno di qualificazione | 11 luglio 2018   | 25-26 settembre 2018 | 27-29 settembre 2018 |
| Turni di qualificazione | terzo turno di qualificazione   | 11 luglio 2018   | 1 ottobre 2018       | 4 ottobre 2018       |
| Fase a gironi           | giornata 1                      | 11 luglio 2018   | 9–10 ottobre 2018    | 9–10 ottobre 2018    |
| Fase a gironi           | giornata 2                      | 11 luglio 2018   | 16–17 ottobre 2018   | 16–17 ottobre 2018   |
| Fase a gironi           | giornata 3                      | 11 luglio 2018   | 23–24 ottobre 2018   | 23–24 ottobre 2018   |
| Fase a gironi           | giornata 4                      | 11 luglio 2018   | 30–31 ottobre 2018   | 30–31 ottobre 2018   |
| Fase a gironi           | giornata 5                      | 11 luglio 2018   | 6–7 novembre 2018    | 6–7 novembre 2018    |
| Fase a gironi           | giornata 6                      | 11 luglio 2018   | 13–14 novembre 2018  | 13–14 novembre 2018  |
| Fase a gironi           | giornata 7                      | 11 luglio 2018   | 20–21 novembre 2018  | 20–21 novembre 2018  |
| Fase a gironi           | giornata 8                      | 11 luglio 2018   | 11–12 dicembre 2018  | 11–12 dicembre 2018  |
| Fase a gironi           | giornata 9                      | 11 luglio 2018   | 18–19 dicembre 2018  | 18–19 dicembre 2018  |
| Fase a gironi           | giornata 10                     | 11 luglio 2018   | 8–9 gennaio 2019     | 8–9 gennaio 2019     |
| Fase a gironi           | giornata 11                     | 11 luglio 2018   | 15–16 gennaio 2019   | 15–16 gennaio 2019   |
| Fase a gironi           | giornata 12                     | 11 luglio 2018   | 22–23 gennaio 2019   | 22–23 gennaio 2019   |
| Fase a gironi           | giornata 13                     | 11 luglio 2018   | 29–30 gennaio 2019   | 29–30 gennaio 2019   |
| Fase a gironi           | giornata 14                     | 11 luglio 2018   | 5–6 febbraio 2019    | 5–6 febbraio 2019    |
| Playoff                 | Ottavi di finale                |                  | 5–6 marzo 2019       | 12–13 marzo 2019     |
| Playoff                 | Quarti di finale                | 26–27 marzo 2019 | 2–3 aprile 2019      |                      |
| Final Four              | Semifinali                      |                  | 3 maggio 2019        | 3 maggio 2019        |
| Final Four              | Finale                          | 5 maggio 2019    | 5 maggio 2019        |                      |

## Preliminari
Il primo turno preliminare viene disputato il 20 settembre e 22 settembre 2018, invece il secondo turno il 25 settembre e 27 settembre. Il terzo turno preliminare viene disputato il 30 settembre e 2 ottobre 2018.

### Sorteggio
I 24 team che partecipano al primo turno sono stati divisi in quattro gruppi. Le squadre dell'urna A si scontrano con le squadre provenienti dall'urna D nelle partite 1-6, mentre le squadre dell'urna B si scontrano con le squadre provenienti dall'urna C. Le squadre inserite nelle urne A e B giocano la seconda partita in casa.
Nel secondo turno le squadre provenienti dai match 7-12 giocano la prima partita in casa.
| Telenet Giants Antwerp |
| Bakken Bears           |
| Aris                   |
| Oradea                 |
| Avtodor Saratov        |
| Movistar Estudiantes   |

| Tsmoki-Minsk    |
| Proximus Spirou |
| Lukoil Levski   |
| Szolnoki Olaj   |
| Donar           |
| Nizhny Novgorod |

| Hapoel SP Tel Aviv  |
| Red October Cantù   |
| Sigal Prishtina     |
| Šiauliai            |
| Polski Cukier Toruń |
| Porto               |

| Petrolina AEK Larnaca |
| Karhu                 |
| Dinamo Tbilisi        |
| Leicester Riders      |
| Norrköping Dolphins   |
| Fribourg Olympic      |

### Primo turno
| Squadra 1             | Totale    | Squadra 2              | Andata  | Ritorno  |
| --------------------- | --------- | ---------------------- | ------- | -------- |
| Leicester Riders      | 161 - 193 | Bakken Bears           | 77 - 90 | 84 - 103 |
| Fribourg Olympic      | 167 - 165 | Avtodor Saratov        | 89 - 89 | 78 - 76  |
| Petrolina AEK Larnaca | 128 - 159 | Telenet Giants Antwerp | 74 - 83 | 54 - 76  |
| Dinamo Tbilisi        | 118 - 182 | Aris                   | 64 - 90 | 54 - 92  |
| Norrköping Dolphins   | 133 - 143 | Movistar Estudiantes   | 62 - 74 | 71 - 69  |
| Karhu                 | 167 - 158 | Oradea                 | 87 - 84 | 80 - 74  |
| Red October Cantù     | 159 - 139 | Szolnoki Olaj          | 69 - 68 | 90 - 71  |
| Hapoel SP Tel Aviv    | 135 - 146 | Proximus Spirou        | 76 - 73 | 59 - 73  |
| Šiauliai              | 144 - 170 | Lukoil Levski          | 79 - 91 | 65 - 79  |
| Polski Cukier Toruń   | 160 - 151 | Tsmoki-Minsk           | 87 - 61 | 73 - 90  |
| Porto                 | 134 - 178 | Nizhny Novgorod        | 85 - 86 | 49 - 92  |
| Sigal Prishtina       | 139 - 144 | Donar                  | 84 - 64 | 55 - 80  |

### Secondo turno
| Squadra 1           | Totale    | Squadra 2                      | Andata  | Ritorno  |
| ------------------- | --------- | ------------------------------ | ------- | -------- |
| Red October Cantù   | 170 - 184 | Telenet Giants Antwerp Anversa | 76 - 84 | 94 - 100 |
| Polski Cukier Toruń | 144 - 137 | Movistar Estudiantes           | 60 - 68 | 84 - 69  |
| Lukoil Levski       | 167 - 181 | Karhu                          | 88 - 93 | 79 - 88  |
| Proximus Spirou     | 133 - 130 | Bakken Bears                   | 59 - 61 | 74 - 69  |
| Nizhny Novgorod     | 125 - 116 | Aris                           | 63 - 65 | 62 - 51  |
| Donar               | 144 - 151 | Fribourg Olympic               | 67 - 72 | 77 - 79  |

### Terzo turno
Dopo il ritiro dell'Eskişehir, un totale di 10 team disputeranno il terzo turno di qualificazione: cinque squadre entreranno in questo round e sfideranno cinque delle sei provenienti dal secondo turno. La vincente della partita 13 sarà qualificata direttamente alla regular season senza giocare questo round.
| Squadra 1           | Totale    | Squadra 2          | Andata  | Ritorno |
| ------------------- | --------- | ------------------ | ------- | ------- |
| Fribourg Olympic    | 163 - 137 | Sakarya Büyükşehir | 87 - 85 | 76 - 52 |
| Karhu               | 112 - 182 | Nanterre 92        | 54 - 91 | 58 - 91 |
| Proximus Spirou     | 144 - 149 | UCAM Murcia        | 62 - 71 | 82 - 78 |
| Nizhny Novgorod     | 177 - 141 | JIP Pardubice      | 92 - 84 | 85 - 57 |
| Polski Cukier Toruń | 146 - 159 | medi Bayreuth      | 73 - 73 | 73 - 86 |

## Fase a gironi
| Qualificata Ottavi            |
| Retrocessa in FIBA Europe Cup |
| Eliminata                     |

### Gruppo A
|    | Squadra           | P.ti | G  | V  | P  | PF   | PS   | DP   | SD  |
| -- | ----------------- | ---- | -- | -- | -- | ---- | ---- | ---- | --- |
| 1. | Murcia            | 27   | 14 | 13 | 1  | 1080 | 945  | +135 |     |
| 2. | Bandırma Banvit   | 23   | 14 | 9  | 5  | 1149 | 1073 | +76  |     |
| 3. | Nižnij Novgorod   | 21   | 14 | 7  | 7  | 1117 | 1077 | +40  | +13 |
| 4. | Le Mans           | 21   | 14 | 7  | 7  | 1057 | 1066 | -9   | +11 |
| 5. | Scandone Avellino | 21   | 14 | 7  | 7  | 1160 | 1177 | -17  | -24 |
| 6. | Ventspils         | 20   | 14 | 6  | 8  | 1142 | 1178 | -36  |     |
| 7. | Włocławek         | 18   | 14 | 4  | 10 | 1103 | 1164 | -61  |     |
| 8. | R. Ludwigsburg    | 17   | 14 | 3  | 11 | 1035 | 1163 | -128 |     |

| Squadra           | AVE       | BAN     | LMS     | LUD     | MUR     | NIZ     | VEN     | WLO       |
| ----------------- | --------- | ------- | ------- | ------- | ------- | ------- | ------- | --------- |
| Scandone Avellino | —         | 99 - 95 | 68 - 81 | 82 - 76 | 57 - 63 | 71 - 92 | 74 - 88 | 105 - 102 |
| Banvit            | 96 - 88   | —       | 96 - 67 | 89 - 76 | 62 - 63 | 78 - 60 | 78 - 63 | 75 - 68   |
| Le Mans           | 74 - 77   | 85 - 71 | —       | 64 - 54 | 71 - 80 | 89 - 74 | 91 - 76 | 88 - 79   |
| Ludwigsburg       | 77 - 96   | 76 - 88 | 68 - 73 | —       | 81 - 80 | 59 - 85 | 81 - 99 | 85 - 93   |
| Murcia            | 72 - 69   | 86 - 71 | 74 - 62 | 73 - 47 | —       | 94 - 90 | 91 - 85 | 78 - 70   |
| Nižnij Novgorod   | 93 - 100  | 72 - 75 | 85 - 71 | 74 - 76 | 51 - 72 | —       | 82 - 73 | 86 - 62   |
| Ventspils         | 106 - 102 | 86 - 80 | 88 - 77 | 93 - 92 | 61 - 67 | 75 - 80 | —       | 78 - 99   |
| Wloclawek         | 62 - 72   | 84 - 95 | 76 - 64 | 74 - 87 | 68 - 87 | 82 - 93 | 84 - 71 | —         |

### Gruppo B
|    | Squadra           | P.ti | G  | V  | P  | PF   | PS   | DP   | SD |
| -- | ----------------- | ---- | -- | -- | -- | ---- | ---- | ---- | -- |
| 1. | Canarias Tenerife | 26   | 14 | 12 | 2  | 1164 | 945  | +219 |    |
| 2. | Reyer Venezia     | 24   | 14 | 10 | 4  | 1170 | 1096 | +74  |    |
| 3. | Nanterre 92       | 22   | 14 | 8  | 6  | 1159 | 1046 | +113 | +8 |
| 4. | PAOK Salonicco    | 22   | 14 | 8  | 6  | 1127 | 1036 | +91  | -8 |
| 5. | Hapoel Holon      | 21   | 14 | 7  | 7  | 1145 | 1117 | +28  |    |
| 6. | Telekom Bonn      | 20   | 14 | 6  | 8  | 1120 | 1181 | -61  |    |
| 7. | Fribourg Olympic  | 17   | 14 | 3  | 11 | 1057 | 1184 | -127 |    |
| 8. | Opava             | 16   | 14 | 2  | 12 | 952  | 1289 | -337 |    |

| Squadra          | BON      | FRI     | HOL       | NAN     | OPA      | SAL     | TEN     | VEN     |
| ---------------- | -------- | ------- | --------- | ------- | -------- | ------- | ------- | ------- |
| Bonn             | —        | 63 - 70 | 91 - 83   | 57 - 81 | 114 - 77 | 94 - 77 | 92 - 99 | 84 - 94 |
| Fribourg Olympic | 79 - 83  | —       | 90 - 95   | 81 - 92 | 97 - 79  | 64 - 84 | 66 - 72 | 86 - 96 |
| Hapoel Holon     | 94 - 74  | 93 - 69 | —         | 62 - 74 | 88 - 72  | 72 - 68 | 77 - 88 | 69 - 70 |
| Nanterre         | 103 - 56 | 96 - 87 | 70 - 82   | —       | 110 - 64 | 79 - 70 | 58 - 75 | 80 - 89 |
| Opava            | 73 - 71  | 76 - 77 | 64 - 97   | 74 - 67 | —        | 69 - 94 | 70 - 92 | 72 - 90 |
| PAOK Salonicco   | 95 - 100 | 92 - 61 | 92 - 77   | 83 - 82 | 93 - 43  | —       | 77 - 85 | 77 - 76 |
| Tenerife         | 87 - 68  | 91 - 68 | 84 - 52   | 79 - 68 | 97 - 38  | 65 - 66 | —       | 78 - 80 |
| Reyer Venezia    | 69 - 73  | 72 - 62 | 111 - 104 | 87 - 99 | 102 - 81 | 69 - 59 | 65 - 72 | —       |

### Gruppo C
|    | Squadra        | P.ti | G  | V  | P  | PF   | PS   | DP   | SD  |
| -- | -------------- | ---- | -- | -- | -- | ---- | ---- | ---- | --- |
| 1. | AEK Atene      | 26   | 14 | 11 | 2  | 1133 | 1034 | +99  | +9  |
| 2. | H. Gerusalemme | 26   | 14 | 12 | 2  | 1265 | 1093 | +172 | -9  |
| 3. | Bamberger      | 23   | 14 | 9  | 5  | 1152 | 1136 | +16  |     |
| 4. | Anversa Giants | 21   | 14 | 7  | 7  | 1120 | 1099 | +21  |     |
| 5. | Lietkabelis    | 19   | 14 | 5  | 9  | 1073 | 1107 | -34  |     |
| 6. | Digione        | 18   | 14 | 4  | 10 | 1058 | 1118 | -60  | +22 |
| 7. | ČEZ Nymburk    | 18   | 14 | 4  | 10 | 1097 | 1183 | -86  | -22 |
| 8. | Fuenlabrada    | 17   | 14 | 3  | 11 | 1082 | 1210 | -128 |     |

| Squadra            | AEK     | ANV     | BRO      | CEZ     | DIG     | FUE      | HGE      | LIE     |
| ------------------ | ------- | ------- | -------- | ------- | ------- | -------- | -------- | ------- |
| AEK Atene          | —       | 77 - 76 | 93 - 86  | 80 - 76 | 80 - 56 | 78 - 71  | 75 - 79  | 65 - 59 |
| Antwerp Giants     | 64 - 71 | —       | 76 - 85  | 85 - 72 | 67 - 63 | 102 - 78 | 101 - 89 | 70 - 64 |
| Brose Bamberg      | 77 - 73 | 82 - 78 | —        | 78 - 71 | 73 - 64 | 88 - 89  | 85 - 88  | 82 - 77 |
| CEZ Nymburk        | 93 - 94 | 82 - 74 | 78 - 84  | —       | 78 - 89 | 104 - 87 | 80 - 111 | 78 - 71 |
| Digione            | 80 - 90 | 61 - 80 | 97 - 101 | 74 - 63 | —       | 85 - 87  | 83 - 85  | 99 - 91 |
| Fuenlabrada        | 82 - 90 | 96 - 84 | 65 - 75  | 71 - 72 | 59 - 73 | —        | 75 - 105 | 78 - 85 |
| Hapoel Gerusalemme | 70 - 83 | 92 - 72 | 103 - 89 | 88 - 64 | 86 - 72 | 91 - 77  | —        | 81 - 67 |
| Lietkabelis        | 65 - 84 | 87 - 91 | 84 - 67  | 97 - 86 | 78 - 62 | 78 - 67  | 70 - 97  | —       |

### Gruppo D
|    | Squadra           | P.ti | G  | V  | P  | PF   | PS   | DP   | SD  |
| -- | ----------------- | ---- | -- | -- | -- | ---- | ---- | ---- | --- |
| 1. | Virtus Bologna    | 24   | 14 | 10 | 4  | 1203 | 1099 | +104 |     |
| 2. | Beşiktaş          | 23   | 14 | 9  | 5  | 1089 | 1064 | +25  |     |
| 3. | Neptūnas Klaipėda | 22   | 14 | 8  | 6  | 1166 | 1130 | +36  | +31 |
| 4. | Promitheas        | 22   | 14 | 8  | 6  | 1143 | 1150 | -7   | -4  |
| 5. | Strasburgo        | 22   | 14 | 8  | 6  | 1090 | 1085 | +5   | -27 |
| 6. | Ostenda           | 21   | 14 | 7  | 7  | 1071 | 1119 | -48  |     |
| 7. | Bayreuth          | 19   | 14 | 5  | 9  | 1084 | 1092 | -8   |     |
| 8. | Olimpija Lubiana  | 15   | 14 | 1  | 13 | 1049 | 1156 | -107 |     |

| Squadra             | BAY     | BES     | NEP      | OST     | PRO     | STR      | UNI     | VBO     |
| ------------------- | ------- | ------- | -------- | ------- | ------- | -------- | ------- | ------- |
| Bayreuth            | —       | 70 - 78 | 102 - 78 | 87 - 71 | 70 - 75 | 76 - 84  | 82 - 71 | 83 - 93 |
| Besiktas            | 74 - 90 | —       | 77 - 70  | 80 - 71 | 96 - 74 | 71 - 78  | 94 - 84 | 90 - 94 |
| Neptunas            | 83 - 73 | 78 - 63 | —        | 77 - 79 | 82 - 83 | 92 - 83  | 82 - 74 | 88 - 85 |
| Ostenda             | 82 - 62 | 66 - 73 | 91 - 89  | —       | 84 - 93 | 94 - 100 | 73 - 79 | 77 - 76 |
| Promitheas Patrasso | 95 - 83 | 80 - 72 | 69 - 82  | 84 - 88 | —       | 77 - 64  | 79 - 77 | 85 - 95 |
| Strasburgo          | 67 - 63 | 64 - 69 | 80 - 90  | 61 - 64 | 83 - 78 | —        | 81 - 73 | 83 - 80 |
| Union Olimpija      | 67 - 76 | 75 - 81 | 88 - 97  | 69 - 71 | 76 - 80 | 71 - 81  | —       | 61 - 92 |
| Virtus Bologna      | 74 - 67 | 70 - 71 | 83 - 78  | 89 - 60 | 98 - 91 | 87 - 81  | 87 - 84 | —       |

## Fase ad eliminazione diretta

### Squadre classificate
| Teste di serie | Non teste di serie |

| Gruppo | Primo posto       | Secondo posto   | Terzo posto       | Quarto posto   |
| ------ | ----------------- | --------------- | ----------------- | -------------- |
| A      | Murcia            | Bandırma Banvit | Nižnij Novgorod   | Le Mans        |
| B      | Canarias Tenerife | Reyer Venezia   | Nanterre 92       | PAOK Salonicco |
| C      | AEK Atene         | H. Gerusalemme  | Bamberger         | Anversa Giants |
| D      | Virtus Bologna    | Beşiktaş        | Neptūnas Klaipėda | Promitheas     |

### Tabellone
|  | Ottavi di finale  | Ottavi di finale  | Ottavi di finale | Ottavi di finale |     |                 | Quarti di finale | Quarti di finale | Quarti di finale | Quarti di finale |
|  |                   |                   |                  |                  |     |                 |                  |                  |                  |                  |
|  | Neptūnas Klaipėda | 74                | 64               | 138              |     |                 |                  |                  |                  |                  |
|  | H. Gerusalemme    | 86                | 84               | 170              |     |                 |                  |                  |                  |                  |
|  | H. Gerusalemme    | 86                | 84               | 170              |     | H. Gerusalemme  | 75               | 64               | 139              |                  |
|  |                   |                   |                  |                  |     | H. Gerusalemme  | 75               | 64               | 139              |                  |
|  |                   | Canarias Tenerife | 73               | 81               | 154 |                 |                  |                  |                  |                  |
|  | Promitheas        | Canarias Tenerife | 73               | 81               | 154 | 69              | 57               | 126              |                  |                  |
|  | Promitheas        |                   |                  |                  |     | 69              | 57               | 126              |                  |                  |
|  | Canarias Tenerife | 57                | 79               | 136              |     |                 |                  |                  |                  |                  |
|  |                   |                   |                  |                  |     |                 |                  |                  |                  |                  |
|  | Nižnij Novgorod   | 95                | 66               | 161              |     |                 |                  |                  |                  |                  |
|  | Reyer Venezia     | 72                | 84               | 156              |     |                 |                  |                  |                  |                  |
|  | Reyer Venezia     | 72                | 84               | 156              |     | Nižnij Novgorod | 68               | 61               | 129              |                  |
|  |                   |                   |                  |                  |     | Nižnij Novgorod | 68               | 61               | 129              |                  |
|  |                   | Anversa Giants    | 83               | 66               | 149 |                 |                  |                  |                  |                  |
|  | Anversa Giants    | Anversa Giants    | 83               | 66               | 149 | 75              | 77               | 152              |                  |                  |
|  | Anversa Giants    |                   |                  |                  |     | 75              | 77               | 152              |                  |                  |
|  | Murcia            | 67                | 78               | 145              |     |                 |                  |                  |                  |                  |
|  |                   |                   |                  |                  |     |                 |                  |                  |                  |                  |
|  | Nanterre 92       | 68                | 62               | 130              |     |                 |                  |                  |                  |                  |
|  | Beşiktaş          | 59                | 60               | 119              |     |                 |                  |                  |                  |                  |
|  | Beşiktaş          | 59                | 60               | 119              |     | Nanterre 92     | 83               | 58               | 141              |                  |
|  |                   |                   |                  |                  |     | Nanterre 92     | 83               | 58               | 141              |                  |
|  |                   | Virtus Bologna    | 75               | 73               | 148 |                 |                  |                  |                  |                  |
|  | Le Mans           | Virtus Bologna    | 75               | 73               | 148 | 74              | 58               | 132              |                  |                  |
|  | Le Mans           |                   |                  |                  |     | 74              | 58               | 132              |                  |                  |
|  | Virtus Bologna    | 74                | 81               | 155              |     |                 |                  |                  |                  |                  |
|  |                   |                   |                  |                  |     |                 |                  |                  |                  |                  |
|  | Bamberger         | 81                | 88               | 169              |     |                 |                  |                  |                  |                  |
|  | Bandırma Banvit   | 79                | 85               | 164              |     |                 |                  |                  |                  |                  |
|  | Bandırma Banvit   | 79                | 85               | 164              |     | Bamberger       | 71               | 67               | 138              |                  |
|  |                   |                   |                  |                  |     | Bamberger       | 71               | 67               | 138              |                  |
|  |                   | AEK Atene         | 67               | 69               | 136 |                 |                  |                  |                  |                  |
|  | PAOK Salonicco    | AEK Atene         | 67               | 69               | 136 | 75              | 63               | 138              |                  |                  |
|  | PAOK Salonicco    |                   |                  |                  |     | 75              | 63               | 138              |                  |                  |
|  | AEK Atene         | 84                | 62               | 146              |     |                 |                  |                  |                  |                  |

### Ottavi di finale
| Squadra 1         | Totale    | Squadra 2         | Andata  | Ritorno |
| ----------------- | --------- | ----------------- | ------- | ------- |
| Neptūnas Klaipėda | 138 - 170 | H. Gerusalemme    | 74 - 86 | 64 - 84 |
| Promitheas        | 126 - 136 | Canarias Tenerife | 69 - 57 | 57 - 79 |
| Nižnij Novgorod   | 161 - 156 | Reyer Venezia     | 95 - 72 | 66 - 84 |
| Anversa Giants    | 152 - 145 | Murcia            | 75 - 67 | 77 - 78 |
| Nanterre 92       | 130 - 119 | Beşiktaş          | 68 - 59 | 62 - 60 |
| Le Mans           | 132 - 155 | Virtus Bologna    | 74 - 74 | 58 - 81 |
| Bamberger         | 169 - 164 | Bandırma Banvit   | 81 - 79 | 88 - 85 |
| PAOK Salonicco    | 138 - 146 | AEK Atene         | 75 - 84 | 63 - 62 |

### Quarti di finale
| Squadra 1       | Totale    | Squadra 2         | Andata  | Ritorno |
| --------------- | --------- | ----------------- | ------- | ------- |
| H. Gerusalemme  | 139 - 154 | Canarias Tenerife | 75 - 73 | 64 - 81 |
| Nižnij Novgorod | 129 - 149 | Anversa Giants    | 68 - 83 | 61 - 66 |
| Nanterre 92     | 141 - 148 | Virtus Bologna    | 83 - 75 | 58 - 73 |
| Bamberger       | 138 - 136 | AEK Atene         | 71 - 67 | 67 - 69 |

## Final four
La Final Four è la fase finale del torneo ed è stata disputata dal 3 al 5 maggio 2019. Si è giocata presso la Lotto Arena di Anversa, scelta tra i campi da gioco delle quattro squadre partecipanti.
|  | Semifinali        | Semifinali        | Semifinali     |                |                   | Finale            | Finale          | Finale          |  |
|  |                   |                   |                |                |                   |                   |                 |                 |  |
|  | Canarias Tenerife | Canarias Tenerife | 70             |                |                   |                   |                 |                 |  |
|  | Canarias Tenerife | Canarias Tenerife | 70             |                |                   |                   |                 |                 |  |
|  | Anversa Giants    | Anversa Giants    | 54             |                |                   |                   |                 |                 |  |
|  | Anversa Giants    | Anversa Giants    | 54             |                | Canarias Tenerife | Canarias Tenerife | 61              |                 |  |
|  |                   |                   |                |                | Canarias Tenerife | Canarias Tenerife | 61              |                 |  |
|  |                   |                   | Virtus Bologna | Virtus Bologna | 73                |                   |                 |                 |  |
|  | Virtus Bologna    | Virtus Bologna    | Virtus Bologna | Virtus Bologna | 73                | 67                |                 |                 |  |
|  | Virtus Bologna    | Virtus Bologna    |                |                |                   | 67                |                 |                 |  |
|  | Bamberger         | Bamberger         | 50             |                |                   | Finale 3º posto   | Finale 3º posto | Finale 3º posto |  |
|  | Bamberger         | Bamberger         | 50             |                |                   |                   |                 |                 |  |
|  |                   |                   |                |                |                   |                   |                 |                 |  |
|  |                   |                   |                |                |                   | Anversa Giants    | Anversa Giants  | 72              |  |
|  |                   |                   |                |                |                   | Anversa Giants    | Anversa Giants  | 72              |  |
|  |                   |                   |                |                |                   | Bamberger         | Bamberger       | 58              |  |

### Semifinali

#### Virtus Bologna - Bamberg
| Arbitri: | Yohan Rosso Mārtiņš Kozlovskis Oskars Lucis |

|                             |            |                          |
| Punter 21 M'Baye 9 Kravić 8 | Punti      | 21 Rice 9 Harris 5 Rubit |
| Taylor 5                    | Assist     | 2 Zīsīs                  |
| Moreira 9                   | Rimbalzi   | 9 Alexander              |
| Aleksandar Đorđević         | Allenatori | Federico Perego          |

| Quintetto titolare  | Quintetto titolare | Quintetto titolare     | Pt   | Rim  | Ass  |
| ------------------- | ------------------ | ---------------------- | ---- | ---- | ---- |
| P                   | 7                  | Tony Taylor            | 5    | 3    | 5    |
| G                   | 0                  | Kevin Punter           | 21   | 8    | 2    |
| AP                  | 1                  | Kelvin Martin          | 2    | 3    | 1    |
| AG                  | 24                 | Amath M'Baye           | 9    | 2    | 0    |
| C                   | 2                  | Yanick Moreira         | 5    | 9    | 1    |
| Panchina:           |                    |                        |      |      |      |
| P                   | 6                  | Alessandro Pajola      | 0    | 0    | 0    |
| AC                  | 8                  | Filippo Baldi Rossi    | 5    | 3    | 0    |
| P                   | 9                  | Alessandro Cappelletti | n.e. | n.e. | n.e. |
| C                   | 11                 | Dejan Kravić           | 8    | 6    | 0    |
| P                   | 15                 | Mario Chalmers         | 5    | 3    | 2    |
| GA                  | 21                 | Pietro Aradori         | 9    | 2    | 0    |
| PG                  | 25                 | David Cournooh         | 1    | 1    | 0    |
| Allenatore:         |                    |                        |      |      |      |
| Aleksandar Đorđević |                    |                        |      |      |      |

| Virtus Bologna |  | Bamberg |

| Virtus Bologna | Statistiche        | Bamberg       |
| -------------- | ------------------ | ------------- |
|                | Statistiche        |               |
| 18/48 (37.5%)  | Tiro da 2          | 12/43 (27.9%) |
| 6/18 (33.3%)   | Tiro da 3          | 5/23 (21.7%)  |
| 13/20 (65%)    | Tiri liberi        | 11/14 (78.6%) |
| 14             | Rimbalzi offensivi | 16            |
| 33             | Rimbalzi difensivi | 29            |
| 47             | Rimbalzi totali    | 45            |
| 12             | Assist             | 4             |
| 11             | Palle perse        | 16            |
| 10             | Palle rubate       | 8             |
| 3              | Stoppate           | 5             |
| 21             | Falli              | 18            |

| Quintetto titolare | Quintetto titolare | Quintetto titolare | Pt   | Rim  | Ass  |
| ------------------ | ------------------ | ------------------ | ---- | ---- | ---- |
| P                  | 4                  | Tyrese Rice        | 21   | 3    | 2    |
| PG                 | 6                  | Nikos Zīsīs        | 4    | 3    | 2    |
| AP                 | 33                 | Patrick Heckmann   | 2    | 8    | 1    |
| GA                 | 16                 | Louis Olinde       | 0    | 5    | 0    |
| AG                 | 22                 | Cliff Alexander    | 3    | 9    | 0    |
| Panchina:          |                    |                    |      |      |      |
| P                  | 2                  | Ricky Hickman      | 4    | 3    | 2    |
| P                  | 9                  | Maurice Stuckey    | n.e. | n.e. | n.e. |
| P                  | 13                 | Daniel Schmidt     | n.e. | n.e. | n.e. |
| A                  | 20                 | Elias Harris       | 9    | 5    | 1    |
| AG                 | 21                 | Augustine Rubit    | 5    | 7    | 0    |
| G                  | 44                 | Bryce Taylor       | 2    | 1    | 0    |
| AP                 | 98                 | Arnoldas Kulboka   | n.e. | n.e. | n.e. |
| Allenatore:        |                    |                    |      |      |      |
| Federico Perego    |                    |                    |      |      |      |

#### Tenerife - Anversa
| Arbitri: | Aleksandar Glišić Georgios Poursanidis Ademir Zurapović |

|                                 |            |                                                      |
| Brussino 17 Beirán 14 Gillet 11 | Punti      | 13 Kalinoski, Tate 7 Bako, Dudzinski 4 Lee, Thompson |
| San Miguel 8                    | Assist     | 4 Lee                                                |
| Gillet 6                        | Rimbalzi   | 10 Bako                                              |
| Txus Vidorreta                  | Allenatori | Roel Moors                                           |

| Quintetto titolare | Quintetto titolare | Quintetto titolare    | Pt | Rim | Ass |
| ------------------ | ------------------ | --------------------- | -- | --- | --- |
| P                  | 00                 | Rodrigo San Miguel    | 4  | 0   | 8   |
| P                  | 5                  | Nicolás Richotti      | 0  | 1   | 0   |
| AP                 | 9                  | Nicolás Brussino      | 17 | 4   | 3   |
| AG                 | 21                 | Tim Abromaitis        | 5  | 5   | 1   |
| C                  | 4                  | Colton Iverson        | 5  | 5   | 1   |
| Panchina:          |                    |                       |    |     |     |
| G                  | 1                  | Lucca Staiger         | 0  | 0   | 0   |
| C                  | 7                  | Mamadou Niang         | 7  | 3   | 1   |
| P                  | 10                 | Ferrán Bassas         | 2  | 0   | 1   |
| AG                 | 11                 | Sebas Saiz            | 2  | 0   | 0   |
| AG                 | 31                 | Pierre-Antoine Gillet | 11 | 6   | 0   |
| AP                 | 33                 | Javier Beirán         | 14 | 4   | 2   |
| P                  | 34                 | Davin White           | 3  | 0   | 2   |
| Allenatore:        |                    |                       |    |     |     |
| Txus Vidorreta     |                    |                       |    |     |     |

| Tenerife |  | Anversa |

| Tenerife      | Statistiche        | Anversa       |
| ------------- | ------------------ | ------------- |
|               | Statistiche        |               |
| 16/29 (55.2%) | Tiro da 2          | 15/33 (45.5%) |
| 9/22 (40.9%)  | Tiro da 3          | 5/22 (22.7%)  |
| 11/19 (57.9%) | Tiri liberi        | 9/18 (50%)    |
| 10            | Rimbalzi offensivi | 13            |
| 26            | Rimbalzi difensivi | 20            |
| 36            | Rimbalzi totali    | 33            |
| 19            | Assist             | 12            |
| 14            | Palle perse        | 15            |
| 8             | Palle rubate       | 7             |
| 3             | Stoppate           | 1             |
| 20            | Falli              | 21            |

| Quintetto titolare | Quintetto titolare | Quintetto titolare | Pt | Rim | Ass |
| ------------------ | ------------------ | ------------------ | -- | --- | --- |
| P                  | 5                  | Paris Lee          | 4  | 3   | 4   |
| G                  | 11                 | Victor Sanders     | 2  | 0   | 2   |
| G                  | 24                 | Tyler Kalinoski    | 13 | 1   | 1   |
| AG                 | 13                 | Yoeri Schoepen     | 3  | 1   | 0   |
| A                  | 21                 | Ismaël Bako        | 7  | 10  | 2   |
| Panchina:          |                    |                    |    |     |     |
| G                  | 7                  | Dennis Donkor      | 0  | 0   | 0   |
| AP                 | 8                  | Jae'Sean Tate      | 13 | 4   | 1   |
| AG                 | 10                 | Hans Vanwijn       | 0  | 4   | 1   |
| P                  | 20                 | Thomas Akyazili    | 1  | 1   | 0   |
| AG                 | 23                 | Dave Dudzinski     | 7  | 1   | 1   |
| C                  | 31                 | Trevor Thompson    | 4  | 1   | 0   |
| C                  | 33                 | Moses Kingsley     | 0  | 0   | 0   |
| Allenatore:        |                    |                    |    |     |     |
| Roel Moors         |                    |                    |    |     |     |

### Finali

#### Finale 3º/4º posto
| Arbitri: | Aleksandar Glišić Sergiy Zashchuk Yener Yılmaz |

|                                    |            |                                |
| Olinde 12 Kulboka 10 Rice, Rubit 8 | Punti      | 16 Tate 10 Kalinoski 9 Vanwijn |
| Hickman 5                          | Assist     | 5 Lee                          |
| Rubit 10                           | Rimbalzi   | 7 Tate                         |
| Federico Perego                    | Allenatori | Roel Moors                     |

| Quintetto titolare | Quintetto titolare | Quintetto titolare | Pt | Rim | Ass |
| ------------------ | ------------------ | ------------------ | -- | --- | --- |
| P                  | 4                  | Tyrese Rice        | 8  | 0   | 3   |
| P                  | 13                 | Daniel Schmidt     | 0  | 2   | 3   |
| AP                 | 33                 | Patrick Heckmann   | 0  | 0   | 0   |
| GA                 | 16                 | Louis Olinde       | 12 | 6   | 2   |
| AG                 | 22                 | Cliff Alexander    | 0  | 9   | 0   |
| Panchina:          |                    |                    |    |     |     |
| P                  | 2                  | Ricky Hickman      | 4  | 3   | 5   |
| PG                 | 6                  | Nikos Zīsīs        | 6  | 1   | 0   |
| P                  | 9                  | Maurice Stuckey    | 4  | 1   | 1   |
| A                  | 20                 | Elias Harris       | 6  | 5   | 0   |
| AG                 | 21                 | Augustine Rubit    | 8  | 10  | 1   |
| G                  | 44                 | Bryce Taylor       | 0  | 1   | 0   |
| AP                 | 98                 | Arnoldas Kulboka   | 10 | 2   | 0   |
| Allenatore:        |                    |                    |    |     |     |
| Federico Perego    |                    |                    |    |     |     |

| Bamberg |  | Antwerp |

| Bamberg       | Statistiche        | Anversa       |
| ------------- | ------------------ | ------------- |
|               | Statistiche        |               |
| 17/40 (42.5%) | Tiro da 2          | 18/43 (41.9%) |
| 5/21 (23.8%)  | Tiro da 3          | 9/27 (33.3%)  |
| 9/14 (64.3%)  | Tiri liberi        | 9/16 (56.2%)  |
| 11            | Rimbalzi offensivi | 14            |
| 33            | Rimbalzi difensivi | 27            |
| 44            | Rimbalzi totali    | 41            |
| 15            | Assist             | 18            |
| 12            | Palle perse        | 6             |
| 3             | Palle rubate       | 7             |
| 3             | Stoppate           | 1             |
| 21            | Falli              | 19            |

| Quintetto titolare | Quintetto titolare | Quintetto titolare | Pt | Rim | Ass |
| ------------------ | ------------------ | ------------------ | -- | --- | --- |
| P                  | 5                  | Paris Lee          | 3  | 3   | 5   |
| G                  | 11                 | Victor Sanders     | 8  | 2   | 0   |
| G                  | 24                 | Tyler Kalinoski    | 10 | 2   | 0   |
| AG                 | 13                 | Yoeri Schoepen     | 2  | 4   | 1   |
| A                  | 21                 | Ismaël Bako        | 5  | 2   | 2   |
| Panchina:          |                    |                    |    |     |     |
| G                  | 7                  | Dennis Donkor      | 0  | 0   | 0   |
| AP                 | 8                  | Jae'Sean Tate      | 16 | 7   | 3   |
| AG                 | 10                 | Hans Vanwijn       | 9  | 5   | 2   |
| P                  | 20                 | Thomas Akyazili    | 8  | 2   | 3   |
| AG                 | 23                 | Dave Dudzinski     | 4  | 3   | 2   |
| C                  | 31                 | Trevor Thompson    | 0  | 0   | 0   |
| C                  | 33                 | Moses Kingsley     | 7  | 5   | 0   |
| Allenatore:        |                    |                    |    |     |     |
| Roel Moors         |                    |                    |    |     |     |

#### Finale
| Arbitri: | Yohan Rosso Mārtiņš Kozlovskis Georgios Poursanidis |

|                               |            |                                   |
| Punter 26 M'Baye 16 Aradori 9 | Punti      | 18 Abromaitis 11 Iverson 9 Beirán |
| Taylor 5                      | Assist     | 3 Beirán                          |
| Punter 7                      | Rimbalzi   | 9 Iverson                         |
| Aleksandar Đorđević           | Allenatori | Txus Vidorreta                    |

| Quintetto titolare  | Quintetto titolare | Quintetto titolare     | Pt   | Rim  | Ass  |
| ------------------- | ------------------ | ---------------------- | ---- | ---- | ---- |
| P                   | 7                  | Tony Taylor            | 4    | 3    | 5    |
| G                   | 0                  | Kevin Punter           | 26   | 7    | 1    |
| AP                  | 1                  | Kelvin Martin          | 2    | 2    | 1    |
| AG                  | 24                 | Amath M'Baye           | 16   | 3    | 0    |
| C                   | 2                  | Yanick Moreira         | 4    | 4    | 0    |
| Panchina:           |                    |                        |      |      |      |
| P                   | 6                  | Alessandro Pajola      | n.e. | n.e. | n.e. |
| AC                  | 8                  | Filippo Baldi Rossi    | 0    | 2    | 0    |
| P                   | 9                  | Alessandro Cappelletti | n.e. | n.e. | n.e. |
| C                   | 11                 | Dejan Kravić           | 4    | 5    | 0    |
| P                   | 15                 | Mario Chalmers         | 8    | 2    | 2    |
| GA                  | 21                 | Pietro Aradori         | 9    | 1    | 1    |
| PG                  | 25                 | David Cournooh         | 0    | 1    | 0    |
| Allenatore:         |                    |                        |      |      |      |
| Aleksandar Đorđević |                    |                        |      |      |      |

| Virtus Bologna |  | Tenerife |

| Virtus Bologna | Statistiche        | Tenerife      |
| -------------- | ------------------ | ------------- |
|                | Statistiche        |               |
| 17/38 (44.7%)  | Tiro da 2          | 13/28 (46.4%) |
| 7/16 (43.8%)   | Tiro da 3          | 5/37 (13.5%)  |
| 18/26 (69.2%)  | Tiri liberi        | 20/23 (87%)   |
| 11             | Rimbalzi offensivi | 24            |
| 21             | Rimbalzi difensivi | 20            |
| 32             | Rimbalzi totali    | 44            |
| 10             | Assist             | 11            |
| 15             | Palle perse        | 20            |
| 8              | Palle rubate       | 6             |
| 3              | Stoppate           | 1             |
| 26             | Falli              | 29            |

| Vincitrice Basketball Champions League 2018-2019 |
| ------------------------------------------------ |
| Virtus Bologna 1º titolo                         |

| Quintetto titolare | Quintetto titolare | Quintetto titolare    | Pt   | Rim  | Ass  |
| ------------------ | ------------------ | --------------------- | ---- | ---- | ---- |
| P                  | 00                 | Rodrigo San Miguel    | 3    | 2    | 1    |
| G                  | 1                  | Lucca Staiger         | 3    | 1    | 0    |
| AP                 | 9                  | Nicolás Brussino      | 2    | 1    | 0    |
| AG                 | 21                 | Tim Abromaitis        | 18   | 8    | 2    |
| C                  | 4                  | Colton Iverson        | 11   | 9    | 0    |
| Panchina:          |                    |                       |      |      |      |
| P                  | 5                  | Nicolás Richotti      | n.e. | n.e. | n.e. |
| C                  | 7                  | Mamadou Niang         | 2    | 4    | 1    |
| P                  | 10                 | Ferrán Bassas         | 5    | 2    | 2    |
| AG                 | 11                 | Sebas Saiz            | 1    | 2    | 0    |
| AG                 | 31                 | Pierre-Antoine Gillet | 3    | 2    | 2    |
| AP                 | 33                 | Javier Beirán         | 9    | 7    | 3    |
| P                  | 34                 | Davin White           | 4    | 0    | 0    |
| Allenatore:        |                    |                       |      |      |      |
| Txus Vidorreta     |                    |                       |      |      |      |

## Formazione vincitrice
| Segafredo Virtus Bologna | Segafredo Virtus Bologna |
| Giocatori                | Staff tecnico            |
| ------------------------ | ------------------------ |

| N. | Naz.                                  | Ruolo | Nome                   | Anno | Alt.   | Peso   |  |
| -- | ------------------------------------- | ----- | ---------------------- | ---- | ------ | ------ |  |
| 0  | Stati Uniti (bandiera)                | PG    | Kevin Punter           | 1993 | 190 cm | 86 kg  |  |
| 1  | Stati Uniti (bandiera)                | AP    | Kelvin Martin          | 1989 | 195 cm | 95 kg  |  |
| 2  | Angola (bandiera)                     | C     | Yanick Moreira         | 1991 | 211 cm | 100 kg |  |
| 6  | Italia (bandiera)                     | P     | Alessandro Pajola      | 1999 | 194 cm | 83 kg  |  |
| 7  | Stati Uniti (bandiera)                | P     | Tony Taylor            | 1990 | 183 cm | 87 kg  |  |
| 8  | Italia (bandiera)                     | AC    | Filippo Baldi Rossi    | 1991 | 207 cm | 97 kg  |  |
| 9  | Italia (bandiera)                     | P     | Alessandro Cappelletti | 1995 | 186 cm | 82 kg  |  |
| 11 | Serbia (bandiera) · Canada (bandiera) | C     | Dejan Kravić           | 1990 | 213 cm | 109 kg |  |
| 15 | Stati Uniti (bandiera)                | P     | Mario Chalmers         | 1986 | 188 cm | 86 kg  |  |
| 21 | Italia (bandiera)                     | GA    | Pietro Aradori (C)     | 1988 | 196 cm | 100 kg |  |
| 23 | Italia (bandiera)                     | C     | Matteo Berti           | 1998 | 213 cm | 92 kg  |  |
| 24 | Francia (bandiera)                    | AG    | Amath M'Baye           | 1989 | 206 cm | 107 kg |  |
| 25 | Italia (bandiera)                     | PG    | David Cournooh         | 1990 | 187 cm | 83 kg  |  |
| 33 | Senegal (bandiera)                    | C     | Gora Camara            | 2001 | 214 cm | 114 kg |  |
| 41 | Stati Uniti (bandiera)                | C     | Brian Qvale            | 1988 | 210 cm | 115 kg |  |

| Allenatore                                                                                             |
| - Aleksandar Đorđević                                                                                  |
| Assistente/i                                                                                           |
| - Goran Bjedov - Christian Fedrigo - Mattia Largo Legenda - (C) Capitano - (IN) Inattivo - Infortunato |

## Premi

### MVP di giornata
Gironi
| Turno | Giocatore            | Squadra           | VAL |
| ----- | -------------------- | ----------------- | --- |
| 1     | Norris Cole          | Scandone Avellino | 28  |
| 2     | Austin Daye          | Reyer Venezia     | 33  |
| 3     | Norris Cole (2)      | Scandone Avellino | 33  |
| 4     | Vince Hunter         | AEK Atene         | 39  |
| 5     | James Feldeine       | H. Gerusalemme    | 39  |
| 6     | Julian Gamble        | Nanterre 92       | 34  |
| 7     | Linos Chrysikopoulos | PAOK Salonicco    | 25  |
| 8     | Malcolm Griffin      | AEK Atene         | 34  |
| 9     | Paris Lee            | Anversa Giants    | 35  |
| 10    | Jason Rich           | Beşiktaş          | 27  |
| 11    | Marcos Knight        | R. Ludwigsburg    | 39  |
| 12    | Vince Hunter (2)     | AEK Atene         | 37  |
| 13    | Vince Hunter (3)     | AEK Atene         | 39  |
| 14    | Amath M'Baye         | Virtus Bologna    | 27  |

Fase finale
| Turno  | Giocatore      | Squadra           | VAL   |
| ------ | -------------- | ----------------- | ----- |
| Ottavi | Tyrese Rice    | Bamberger         | 14/28 |
| Quarti | Tim Abromaitis | Canarias Tenerife | 21/26 |

### Quintetti ideali
- Basketball Champions League Star Lineup:
  -  Tyrese Rice (  Bamberger )
  -  Kevin Punter (  Virtus Bologna )
  -  Tim Abromaitis (  Canarias Tenerife )
  -  Vince Hunter (  AEK Atene )
  -  Ismaël Bako (  Anversa Giants )
- Basketball Champions League Second Best Team:
  -  Paris Lee  (  Anversa Giants )
  -  James Feldeine (  H. Gerusalemme )
  -  Ovie Soko (  Murcia )
  -  Amath M'Baye (  Virtus Bologna )
  -  Colton Iverson (  Canarias Tenerife )

### Riconoscimenti individuali
- Basketball Champions League MVP:  Tyrese Rice,  Bamberger
- Basketball Champions League Final Four MVP:  Kevin Punter,  Virtus Bologna
- Basketball Champions League Best Young Player:  Tamir Blatt,  H. Gerusalemme
- Basketball Champions League Best Coach:  Roel Moors,  Anversa Giants